# Коритне (Дубенський район)
Кори́тне — село в Україні, у Крупецькій сільській громаді Дубенського району Рівненської області. Населення становить 449 осіб.

## Географія
Селом тече річка Пляшівка, на якій знаходиться водний каскад. До 2020 року адміністративно село належало до Теслугівської сільської ради.

## Історія

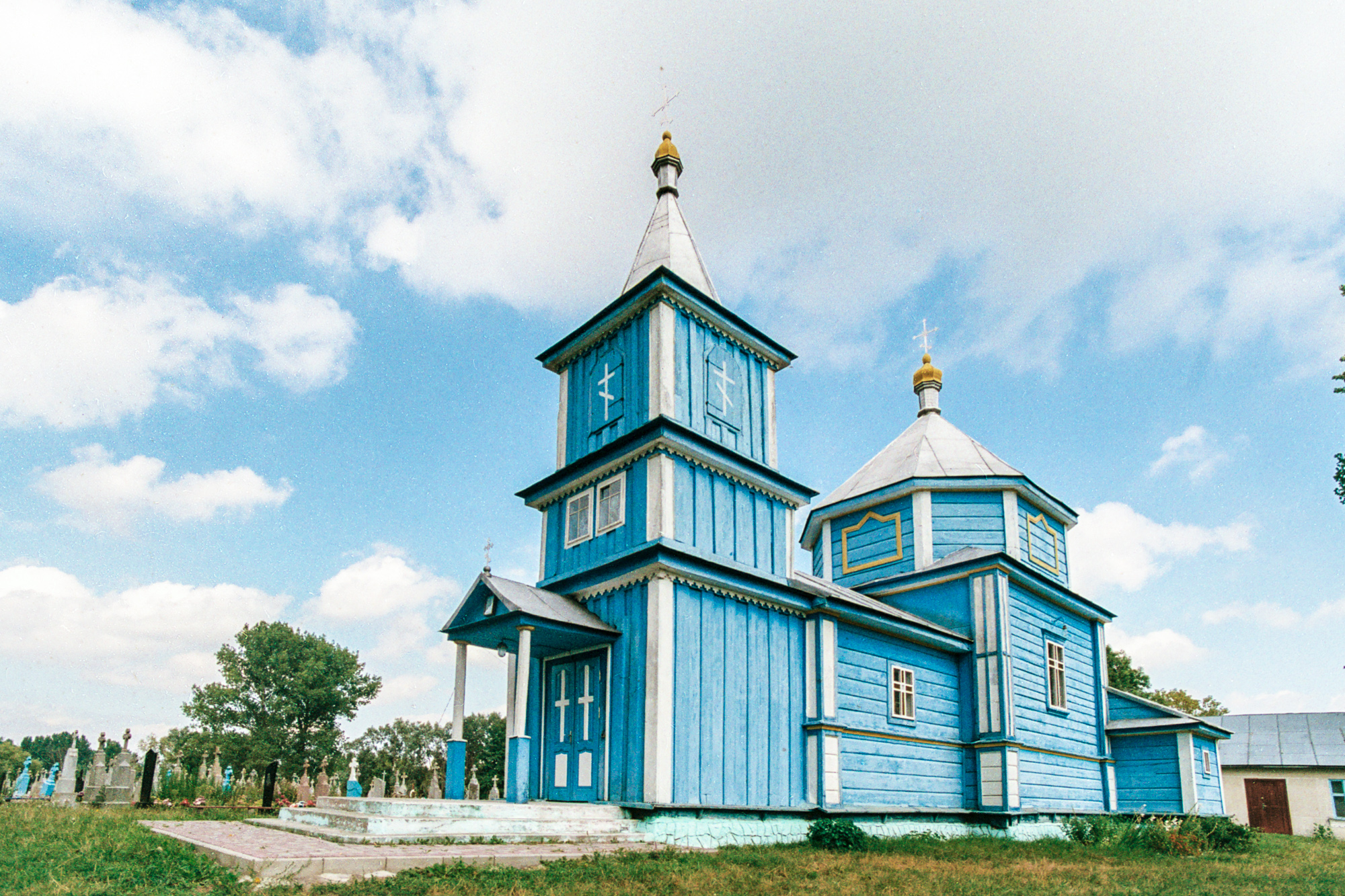
Церква Різдва Пресвятої Богородиці XVIII ст.

Село вперше згадується в актах Луцького замку за 1545 рік.
У 1906 році село Теслугівської волості Дубенського повіту Волинської губернії. Відстань від повітового міста 44 верст, від волості 3. Дворів 79, мешканців 499.
7 (20) листопада 1917 року, відповідно до Третього Універсалу Української Центральної Ради, увійшло до складу Української Народної Республіки.
12 червня 2020 року, відповідно до розпорядження Кабінету Міністрів України № 722-р від «Про визначення адміністративних центрів та затвердження територій територіальних громад Рівненської області», увійшло до складу Крупецької сільської громади Радивилівського району.
19 липня 2020 року, в результаті адміністративно-територіальної реформи та ліквідації Радивилівського району, село увійшло до складу Дубенського району.

## Археологія
У 1937–1938 роках Іван Свєшніков відкрив та описав нові пам'ятки римського часу біля села Коритне.
На території Коритного є поселення комарівської культури (ІІ тис. до н. е.), поселення черняхівської культури (ІІ-IV ст. до н. е.) та поселення доби міді, бронзи (XVIII-VIII ст. до н. е.).

## Економіка
У Коритному працює спеціалізоване рибне господарство ТзОВ «СФГ Джерела».